# Javier Toyo
Javier Eduardo Toyo Bárcenas (ur. 12 października 1977 w Caracas) – wenezuelski piłkarz występujący na pozycji bramkarza. Od 2008 roku zawodnik Caracas FC, grającego w Primera División de Venezuela.

## Kariera klubowa
Toyo jest wychowankiem Caracas FC, z którym pierwszy profesjonalny kontrakt podpisał w 1998 roku. Po zaledwie sezonie na krótko przeniósł się do El Vigíi. W latach 2000–2008 ponownie grał w zespole z Caracas, gdzie był podstawowym bramkarzem i brał udział m.in. w Copa Libertadores 2007. W 2008 roku przeniósł się do kolumbijskiej Bucaramangi, gdzie jego pozycja w bramce nie była już tak niepodważalna jak w ojczyźnie. Po kilku miesiącach po raz trzeci powrócił do Caracas FC, z którym podpisał roczny kontrakt.

## Kariera reprezentacyjna
Javier Toyo zadebiutował w dorosłej reprezentacji Wenezueli 28 kwietnia 2004, wchodząc na boisko w drugiej połowie sparingu z Jamajką. Znajdował się w składzie na Copa América 2007, gdzie nie wystąpił ani razu - był rezerwowym dla Renny'ego Vegi.